# 佩里紹爾鄉

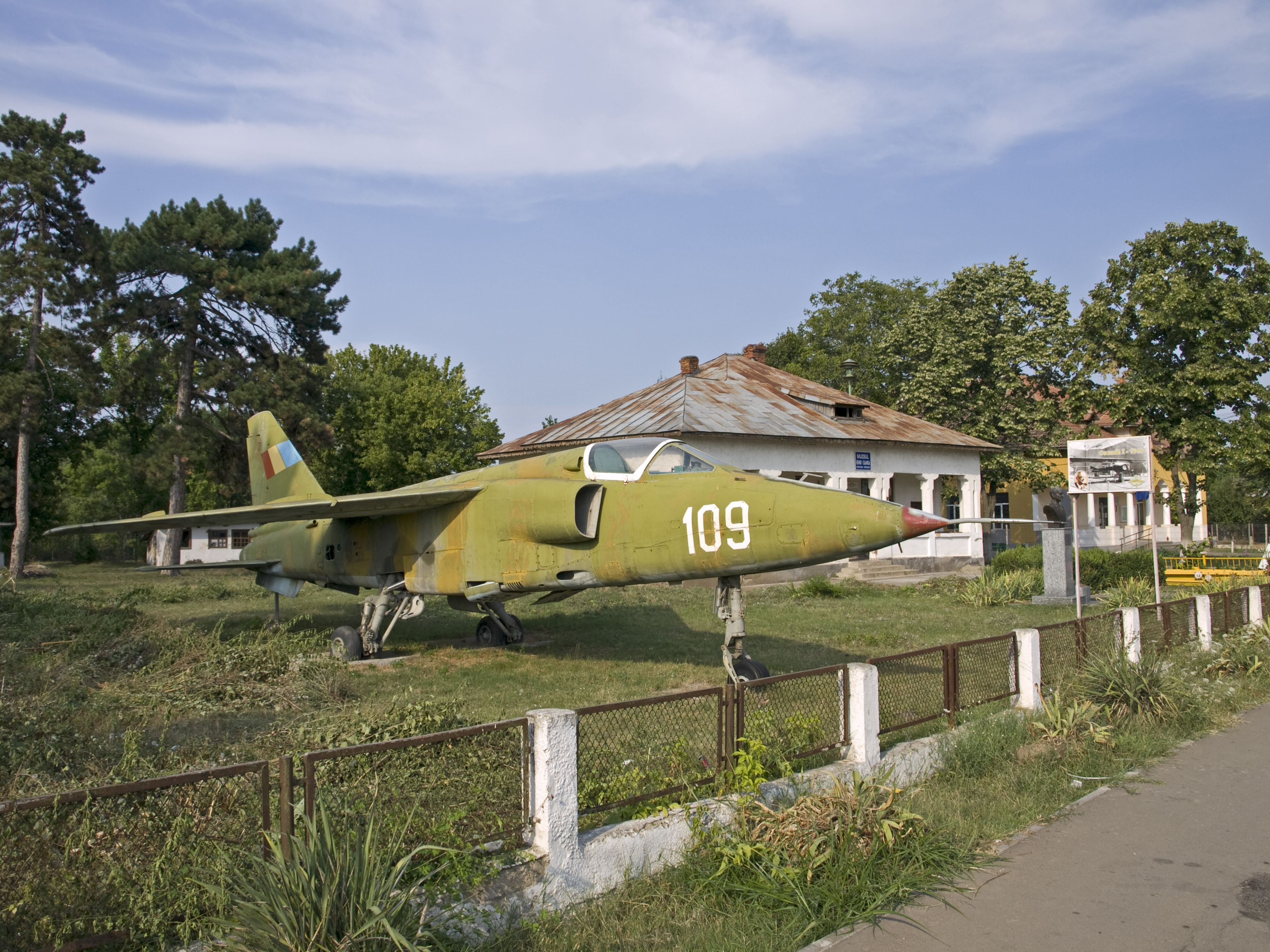

44°9′N 23°28′E / 44.150°N 23.467°E
佩里紹爾鄉（羅馬尼亞語：Comuna Perișor, Dolj），是羅馬尼亞的鄉份，位於該國西南部，由多爾日縣負責管轄，面積71平方公里，海拔高度132米，2007年人口1,803，人口密度每平方公里25人。